# Cofitachequi

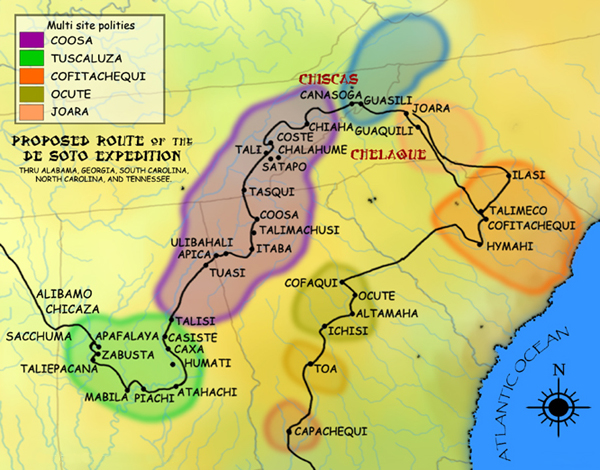

La « province » ou « royaume » de Cofitachequi est une chefferie de langue muskogéenne située dans l’actuelle Caroline du Sud.

## Histoire
La Cofitachequi doit être rattachée à la civilisation du Mississippi, laquelle couvrit l’actuel sud-est des États-Unis entre les XIe et XVIe siècles, en dates approximatives.
Son existence est mentionnée par les chroniques des premiers explorateurs espagnols et anglais dans la région.
L’archéologie permet de constater la construction de plusieurs sites mississipiens importants, comprenant des tumulus en forme de pyramides tronquées, destinées à être surmontées  par des temples et des résidences aristocratiques, dans la vallée de la Wateree, à partir de 1450.
La population locale pourrait être venue des sites de la Savannah, désertés à la même époque. 
Le site de Mulberry semble avoir été occupé de façon continue jusqu’au moins au milieu du XVIIe siècle et est généralement considéré comme l’emplacement le plus probable de la « capitale » de Cofitachequi. 
C’est Garcilaso de La Vega, chroniqueur de l’expédition du conquistador De Soto, qui débarqua en Floride en 1539 pour  effectuer un parcours sanglant à travers le sud-est de la Floride jusqu’aux rives du Mississippi, qui mentionne le premier le « royaume de Cofitachequi ». 
En 1540, De Soto, à la tête de 600 soldats espagnols et d’un nombre important de porteurs indigènes, atteignit les frontières de Cofitachequi où ils rencontrèrent la « reine » ou « dame de Cofitachequi ». Il semble en effet que la chefferie était dirigée par une femme, à cette époque. 
Celle-ci leur fit un accueil princier et les logea dans sa capitale.  Les Espagnols se livrèrent au pillage des temples, récoltant de grandes quantités de perles d’eau douce, de cuivre et de mica, mais pas l’or escompté.  
Ils découvrirent aussi quelques objets qui révélèrent des contacts antérieurs avec des Européens : verroterie, chapelets, couteau de métal. On peut peut-être attribuer à ces contacts l’épidémie qui, selon la reine, aurait ravagé le pays un ou deux ans plus tôt.  
La ville centrale (appelée indifféremment Yupaha ou Cofitachequi) semble avoir été importante puisque les 600 soldats trouvèrent à s’y loger dans moins de la moitié des maisons. 
D’autres villes satellites sont mentionnées par les Espagnols, nommées Xuala, Aymay, Talimeco et Guaxule. 
Ces agglomérations avaient leurs propres temples dans lesquels étaient exposés les corps momifiés des anciens chefs. 
Les exactions des soldats suscitèrent vite l’hostilité de la population et De Soto prit la reine comme otage pour exiger du ravitaillement et quitter le pays, peu avant de franchir les frontières de la chefferie, la « dame » parvint à échapper aux Espagnols.
Ceux-ci quittèrent alors Cofitachequi pour attaquer d’autres chefferies et il n’y a guère d’information sur Cofitachequi avant l’arrivée de l’expédition de Juan Pardo en 1568. 
Pardo avait pour mission d’étudier la possibilité d’une  route terrestre reliant Santa Elena, chef-lieu de la Floride espagnole, au Mexique. 
Il se rendit jusqu’à Cofitachequi où il construisit un fort avant de retourner à Santa Elena, convaincu que tracer cette route impliquerait des ressources excessives. 
Le fort fut abandonné par les Espagnols et détruit par les Amérindiens dès l’année suivante. 
En 1627 et 1628, les autorités espagnoles de San Augustin, alarmées par des rumeurs de cavaliers européens qui auraient été vus au nord de la Floride, y envoyèrent deux nouvelles expéditions, qui visitèrent Cofitachequi.
Ce furent les dernières expéditions espagnoles dans cette région. 
En 1670, Henry Woodward, parti de la nouvelle colonie anglaise de Charles Towne (Charleston, Caroline du Sud) visita Cofitachequi et rencontra le chef qu’il qualifie d’ « Empereur ». 
Deux ans plus tard,  « l’Empereur de Cofitachequi » fit une visite officielle à Charles Towne avec sa suite. 
On trouve une mention de Cofitachequi dans un texte de 1681. C’est la dernière. 
En 1701, John Lawson visita la vallée de la Wateree et la trouva occupée par un groupe appelé les Congaree, dont le plus gros village avait une douzaine de maison et qui vivaient surtout dans des fermes dispersées. 
L’archéologie confirme l’abandon de Cofitachequi après 1670. 
La cause probable de la disparition de la chefferie est sans doute à chercher dans le détournement des routes traditionnelles de commerce vers les colonies anglaises à partir du XVIIe siècle, s’ajoutant à l’effet des maladies infectieuses apportées par les Européens depuis le XVIe siècle et à la chasse aux esclaves par les planteurs de Caroline à partir de la fin du XVIIe siècle.
L’ensemble de ces facteurs semble avoir fait chuter la population du sud-est de l’Amérique du Nord d’un facteur de dix à un au cours des XVIe et XVIIe siècles (certains chercheurs parlent de vingt à un) causant la désintégration des unités politiques autochtones, les populations se regroupant en unités plus petites qui sont les tribus rencontrées par la colonisation anglo-américaines aux XVIIIe et XIXe siècles, les Cherokees, Creeks, Choctaws, etc.

## Géographie
Son territoire paraît avoir couvert, sommairement, un triangle d’environ 90 km de côté, dont la face ouest longeait la rivière Wateree et la face nord l’actuelle frontière entre les États de Caroline du Sud et de Caroline du Nord.

## Organisation
La chefferie repose sur une hiérarchie sociale établie sur la base de lignages familiaux.
Les chefferies mississipiennes étaient dirigées par un chef, qualifié par les Européens de « cacique », « roi », voire « empereur » aidé d’un conseil formé de représentants des lignages aristocratiques comprenant les chefs de guerre et les prêtres.

## Ressources
Cette pyramide sociale reposait sur la pratique de l’agriculture sur brûlis (maïs, haricots, courges) ainsi que la chasse et la pêche.